# Chisago City (Minnesota)
Chisago City es una ciudad ubicada en el condado de Chisago en el estado estadounidense de Minnesota. En el Censo de 2010 tenía una población de 4967 habitantes y una densidad poblacional de 127,95 personas por km².

## Geografía
Chisago City se encuentra ubicada en las coordenadas 45°20′44″N 92°54′40″O / 45.34556, -92.91111. Según la Oficina del Censo de los Estados Unidos, Chisago City tiene una superficie total de 38.82 km², de la cual 32.44 km² corresponden a tierra firme y (16.43%) 6.38 km² es agua.

## Demografía
Según el censo de 2010, había 4967 personas residiendo en Chisago City. La densidad de población era de 127,95 hab./km². De los 4967 habitantes, Chisago City estaba compuesto por el 96.74% blancos, el 0.6% eran afroamericanos, el 0.48% eran amerindios, el 0.64% eran asiáticos, el 0.12% eran isleños del Pacífico, el 0.28% eran de otras razas y el 1.13% pertenecían a dos o más razas. Del total de la población el 1.65% eran hispanos o latinos de cualquier raza.